# … den Ahnen zum Grusse …
… den Ahnen zum Grusse … ist das erste Album der deutschen Pagan-Metal-Band XIV Dark Centuries aus Thüringen und wurde in der Zeit von Dezember 2002 bis März 2003 aufgenommen und im selben Jahr veröffentlicht. Das Album erschien im Gegensatz zu den Nachfolgern zunächst bei keinem Label, sondern wurde als Eigenproduktion von der Band selbst vertrieben, erst später wurde es von CCP Records neu herausgegeben.
Das Cover zeigt eine Darstellung germanischer Krieger, im Booklet finden sich, neben den Texten, Bilder der Mitglieder sowie Grüße an Bands wie Menhir, Odroerir oder Gernotshagen.

## Titelliste
1. Nordwaerts
2. Walhalla’s Tore
3. Fenrir
4. Thor’s Hammer
5. Falsche Propheten
6. Teutonentanz
7. Unseren Ahnen zum Grusse
8. Holmgang
9. Prolog
10. Des Krieger’s Traum
11. Tetes Coupees
12. Valpurga
13. Tanz der Schwerter

## Inhalt

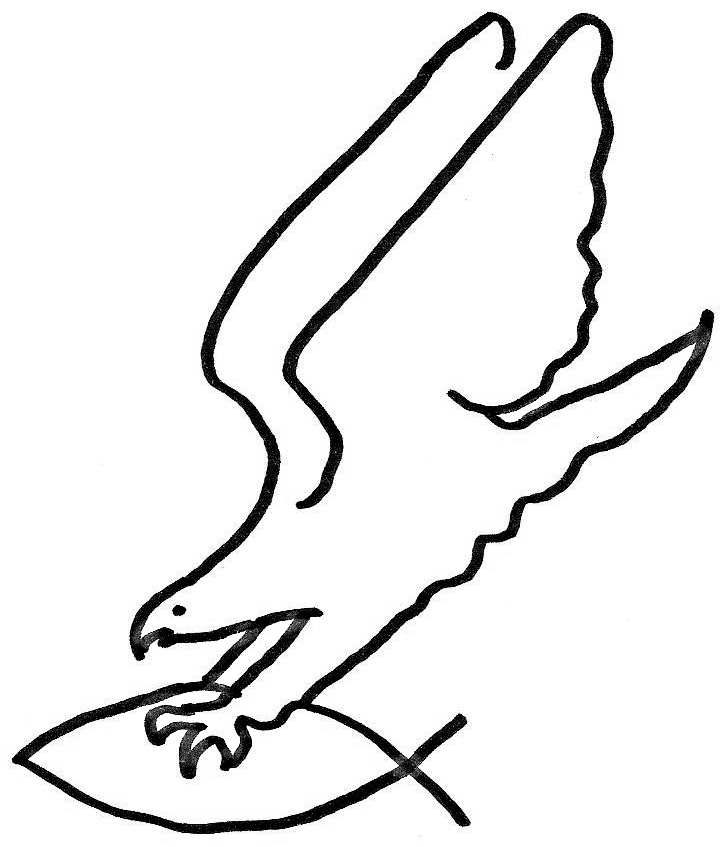
Das neopaganistische Symbol „Adler fängt Fisch“

Thematisch behandeln die Texte die germanische Vorzeit und die nordischen Götter, so handelt das Lied „Fenrir“ z. B. von der Befreiung des Wolfes Fenrir und dem damit eingeleiteten Weltenuntergang Ragnarök, „Walhalla’s Tore“ vom Kriegertod und Einheriertum, welches zu einer bestimmten Zeit die Pforten zu Wotans Halle verteidigen wird. In „Teutonentanz“ wird die Befreiung Germaniens von den Römern beschrieben.
Im Gegensatz zu anderen Bands aus dem Bereich des Pagan Metal finden sich auf dem Album keine eindeutigen oder aggressiven antichristlichen Elemente, wenn auch in „Des Krieger’s Traum“ eine Stelle mit dem Wortlaut „ein Schrei aus meiner Kehle – ich sah das Zeichen ihres Gott’s / die ersten Reiter fielen – unter den gezielten Hieben meiner Klinge“ vorkommt. Auf der Booklet-Rückseite ist jedoch das neopaganistische Symbol Adler fängt Fisch abgedruckt, welches die Ablehnung des Christentums verdeutlicht.

## Musikalische Aspekte
Die Band selbst bezeichnet den Stil des Albums auf der Rückseite des Booklets als „Heidnischer Thüringer Metal“. Im Gegensatz zu den Demoaufnahmen, welche noch Dark Metal mit leichtem Black-Metal-Einfluss waren, entspricht das Album nun dem typischen Pagan Metal, wobei auch wieder Einflüsse aus dem Black-Metal-Bereich zu finden sind, ebenso wie aus dem Folklore-Bereich.
Die Texte werden mittels Growling wiedergegeben, wobei jedoch verschiedene Stimmlagen verwendet werden. Bei einigen Liedern jedoch ist der Gesang wegen der dominierenden Musik schwer verständlich.